# Politolana sanchezi
Politolana sanchezi là một loài chân đều trong họ Cirolanidae. Loài này được Frutos & Sorbe miêu tả khoa học năm 2010.